# Half-Life: Opposing Force
Half-Life: Opposing Force là một bản mở rộng cho trò chơi bắn súng góc nhìn thứ nhất Half-Life của Valve Software. Trò chơi được phát triển bởi Gearbox Software và Valve và công bố bởi Sierra Entertainment vào ngày 19 tháng 10 năm 1999. Opposing Force là bản mở rộng cho Half-Life và được công bố vào tháng 4 năm 1999. Randy Pitchford, nhà thiết kế trò chơi, sau chuyện này ông tin Gearbox được chọn để phát triển Half-Life: Opposing Force bởi vì Valve muốn tập trung vào dự án tương lai của họ. Trong quá trình phát triển Gearbox mang trong mình một loạt các tài năng từ các khu vực khác của ngành công nghiệp trò chơi điện tử để giúp củng cố khía cạnh khác nhau của việc thiết kế.
Half-Life: Opposing Force cùng một khung cảnh như là Half-Life, nhưng thay vào đó miêu tả câu chuyện từ góc nhìn của một lính Thủy đánh bộ Mỹ, một trong những kẻ thù của nhân vật chính trong Half-Life. Nhân vật chính,Adrian Shephard, được gửi đến khu nghiên cứu Black Mesa với nhiệm vụ tiêu diệt các sinh vật ngoài hành tinh, đồng thời diệt mọi nhân chứng nhằm che giấu sự việc khi một thí nghiệm thất bại tạo nên các làn sóng cộng hưởng với nhau làm thủng không gian, gần như phá hủy cả khu nghiên cứu, mở đường cho các sinh vật từ hành tinh Xen - một thế giới khác, xâm nhập vào Black Mesa, nhưng nhanh chóng những người lính HECU đã bị áp đảo bởi các cuộc tấn công của sinh vật ngoài hành tinh và phải rút lui.
Opposing Force được đón nhận bởi các nhà phê bình mô tả nó như những chuẩn mực mới. Tuy nhiên, Các nhà phê bình nghĩ rằng trò chơi vẫn còn nhiều khía cạnh tiêu cực khác của bản mở rộng.
Là một bản mở rộng cho Half-Life, Opposing Force là 1 game FPS. Tổng thể của Opposing Force khác nhau không đáng kể với Half-Life: người chơi cần để di chuyển qua các màn chơi chiến đấu với kẻ thù và giải quyết một loạt các câu đố. Trò chơi vẫn tiếp tục sử dụng phương pháp kể chuyện như  Half-Life. Người chơi thấy mọi thứ qua góc nhìn của nhân vật chính, và vẫn còn trong kiểm soát của nhân vật người chơi cho hầu hết tất cả các màn chơi. Các sự kiện đang chuyển thông qua việc sử dụng các kịch bản trình tự chứ không có cắt cảnh. Tiến trình thông qua trò chơi  là liên tục, mặc dù trò chơi được chia thành nhiều chương, chỉ tạm dừng có khi load các màn tiếp theo của game. Opposing Force cũng có một mở rộng nhiều nhân vật với các môi trường mới, và vũ khí mới ban đầu. Ngoài ra game còn có chế độ Capture the Flag được tạo ra bởi Gearbox.
Phần lớn những người chơi chiến đấu một mình, nhưng thỉnh thoảng được hỗ trợ bởi các nhân viên bảo vệ và các nhà khoa học giúp đỡ người chơi trong việc tiếp cận khu vực mới và truyền đạt thông tin có liên quan. Tuy nhiên, còn có những người lính HECU sẽ giúp đỡ người chơi trong chiến đấu đến một mức độ lớn hơn nhiều so với nhân viên bảo vệ. Ba loại lính HECU đều có trong trò chơi: các người lính sẽ đơn giản chỉ cần hỗ trợ hỏa lực cho các người với vũ khí là MP5, Franchi SPAS-12 hoặc M249,  những người lính HECU Medic có khả năng hồi máu cho đồng đội và chỉ có HECU Engineer có thể cắt các cánh cửa và bỏ qua những trở ngại, cho phép người chơi và đồng đội của họ để tiến hành mà không bị cản trở. Những kẻ thù phổ biến trong Half-Life như headcrab và vortigaunt.
Một số sinh vật ngoài hành tinh tên là "Race X", xuất hiện trong trò chơi, thường tham gia chiến đấu với người ngoài hành tinh từ Xen. Người chơi còn gặp đối thủ là các điệp viên Black Ops,các đơn vị, những người đã được gửi đến với nhiệm vụ tiêu diệt các sinh vật ngoài hành tinh, đồng thời diệt mọi nhân chứng nhằm che giấu sự việc sau khi lực lượng HECU thất bại để loại bỏ những sinh vật ngoài hành tinh. Ngoài các vũ khí trong Half-Life còn có thêm các vũ khí khác được người chơi sử dụng, như M40A1 Sniper Rifle,M249 Squad Automatic Weapon, Combat Knife và một số vũ khí ngoài hành tinh cũng xuất hiện.

## Tóm tắt

### Bối cảnh
Opposing Force bối cảnh trong cùng một vị trí và thời gian như Half-Life diễn ra ở phòng thí nghiệm bang New Mexico, gọi là Black Mesa. Trong Half-Life, Gordon Freeman,một tiến sĩ vật lý sống sót sau một thí nghiệm thất bại tạo nên các làn sóng cộng hưởng với nhau làm thủng không gian, gần như phá hủy cả khu nghiên cứu, mở đường cho các sinh vật từ hành tinh Xen - một thế giới khác, xâm nhập vào Black Mesa. Các nhà khoa học hướng dẫn Freeman để thoát khỏi cơ sở và đóng cổng không gian, cuối cùng dịch chuyển đến Xen. Tuy nhiên, Opposing Force,cho thấy các sự kiện của Half-Life và quan điểm của các nhân vật khác nhau. Adrian Shephard, một người lính HECU, một đơn vị đặc biệt gửi để Black Mesa nhiệm vụ tiêu diệt các sinh vật ngoài hành tinh, đồng thời diệt mọi nhân chứng nhằm che giấu sự việc. Tuy nhiên, sau khi Shephard trở thành HECU, anh phải liên minh với các nhân viên trong Black Mesa và cố gắng để thoát khỏi cơ sở.

### Cốt truyện
Opposing Force mở đầu với Shephard trên V-22 Osprey với đội của mình. Đội của họ đang thảo luận về việc triển khai kế hoạch, họ hơi bị tò mò rằng họ đã không nghe nói về những gì họ đang phải thực hiện. Tuy nhiên, khi họ đang tiến gần đến khu vực hạ cánh xuống Black Mesa, một sinh vật ngoài hành tinh tấn công các máy bay, khiến Shephard rớt xuống đất. Tỉnh lại trong khu vực y tế của Black Mesa, nhóm nghiên cứu khoa học cho rằng các HECU đã bị đánh bại bởi những thế lực ngoài hành tinh từ Xen. Do đó, Shephard tìm cách để thoát ra khu nghiên cứu. Tuy nhiên, Shephard đã bị ngăn cản một cách bí ẩn bởi G-Man, họ buộc phải sơ tán mà không có anh.
Những người lính HECU khác cũng đã bị bỏ lại phía sau cùng Shephard cố gắng đến được khu tổ hợp Lambda của Black Mesa, nhưng trên đường họ bị tấn công bởi đơn vị Black Ops, tìm cách tiêu diệt tất cả những người sống sót và bằng chứng còn sót lại. Shephard đến khu tổ hợp Lambda và vẫn còn sống, cùng lúc đó anh đã thấy Gordon Freeman dịch chuyển đến Xen trong chapter gần cuối của Half-Life. Để thoát khỏi khu vực dịch chuyển Shephard buộc phải nhảy vào 1 cánh cổng portal đưa anh ta đến Xen trước khi dịch chuyển anh ta đến một khu vực hoàn toàn khác của cơ sở. Cơ sở này bây giờ đã hư hỏng, và nó sẽ sớm trở thành bình địa bởi một cuộc tấn công của Race X, chúng đã khai thác tình hình để tấn công cả con người và Xen ở Black Mesa. Cuộc chiến đấu với đơn vị Black Ops và Race X nhanh chóng dữ dội hơn.
Shephard sớm gặp nhiều người lính khác bị mắc kẹt  trong đống đổ nát của các cơ sở, và cố gắng đánh bại các đơn vị Black Ops để ra khỏi các khu lưu trữ thiết bị của cơ sở, nhưng bị tấn công bởi Race X, Xen và các đơn vị Black Ops. Một người nhân viên an ninh sống sót tiết lộ cho Shephard là đơn vị Black Ops có ý định để kích nổ vũ khí hạt nhân ở cơ sở để tiêu hủy mọi bằng chứng và giết tất cả mọi thứ ở đó. Sau khi vô hiệu hóa thành công vũ khí hạt nhân nhân viên an ninh đã mở cửa cho Shephard để trốn thoát. Tuy nhiên, G-Man đã tái kích hoạt thiết bị hạt nhân. Nơi đây đã thành 1 cuộc hỗn chiến giữa Black Ops và các sinh vật Race X, Shephard được thông báo bởi một người bảo vệ an ninh nói rằng có một con quái thú rất lớn đang dịch chuyển các sinh vật Race X đến đây và chặn đường thoát.
Tại đó, Shephard phát hiện ra Gene Worm, một sinh vật tạo ra cổng dịch chuyển cho các sinh vật Race X đi xâm lược. Shephard đã dùng thiết bị ở đó và giết chết nó, nhưng chỉ sau đó, anh được dịch chuyển vào một không gian khác bởi G-Man. G-Man chúc mừng Shephard với thành quả của mình, thiết bị hạt nhân phát nổ và phá hủy Black Mesa. Trò chơi kết thúc với việc G-Man giam giữ Shephard nơi mà ông có thể nói cho ai biết về những gì ông đã thấy và không thể đứng đó, màn hình hiện ra trạng thái của Shephard: chờ đánh giá thêm.

## Nhân vật

### Trái đất
Các nhân viên an ninh (Security Guard)
Là lực lượng bảo vệ riêng của khu phức hợp Black Mesa, mặc đồng phục xanh dương, đội mũ bảo hộ. Là những người giúp nhân vật chính nhiều việc như mở khoá cửa, phối hợp giết quái vật... Trong bản mở rộng Opposing Force có thêm một nhân viên ngoài Barney Calhoun đó là Otis Laurey. Họ thường sử dụng vũ khí là Glock 17 hoặc là Desert Eagle.
Các nhà khoa học (Scientist)
Là những người làm việc, nghiên cứu tại Black Mesa. Khi thảm họa xảy ra, họ cũng như các nhân viên an ninh bị lực lượng HECU thủ tiêu để bịt đầu mối. Một số bị khống chế để sử dụng, điều khiển máy móc. Một số bị Headcrab chụp vào đầu, biến thành zombie. Thỉnh thoảng giúp nhân vật trong một số việc như mở cửa...Trong bản mở rộng Opposing Force, ngoài Scientist ra còn thêm nhân viên nữa là Cleansuit scientist. Họ thường hay xuất hiện với bộ đồ bảo hộ tránh phóng xạ.
HECU (Hazardous Enviroment Combat Unit)
Là lực lượng của chính phủ Hoa Kỳ gửi đến Black Mesa để tiêu diệt quái vật từ Xen và thủ tiêu những người ở đó. Trong bản mở rộng Opposing Force họ là đồng đội của nhân vật chính, thường phối hợp nhiều việc như giết quái vật, mở khóa cửa, hồi máu.....
Có 3 class:
-Medic: có khả năng hồi máu và sử dụng vũ khí là Beretta M9.
-Torch: sử dụng Desert Eagle và có khả năng cắt khóa cửa.
-Grunt: phổ biến, sử dụng các vũ khí như MP5, SPAS-12, M249 Squad Automatic Weapon...
Black Ops Assasin
Là điệp viên CIA mặc bộ đồ đen, có súng lục và di chuyển rất nhanh. Trong bản mở rộng Opposing Force thì những điệp viên Black Ops còn có đàn ông so với bản gốc chỉ có phụ nữ, họ sử dụng MP5, M40A1 Sniper Rifle.

### Quái vật từ hành tinh Xen
Headcrab
Là quái vật ký sinh nhỏ, giống cua, 4 chân, xuất hiện nhiều nhất trong game.
Zombie
Là những nhân vật bị Headcrab chụp vào đầu và điều khiển. Có thể là tiến sĩ, bảo vệ, nhân vật trong HECU,....
Houndeye
Là quái vật giống như chó màu vàng, nhiều mắt, 3 chân, xung quanh cột sống là gân điện. Khi "sủa" sẽ tạo nên một dãy âm thanh tần số cao khiến những vật xung quanh bị ảnh hưởng.
Bullsquid
Một quái vật có hai chân thon ngắn, đuôi khỏe, dài, thuôn nhọn lại một điểm. Thường xuất hiện trong hệ thống cống rãnh, bể phóng xạ trong game. Có thể phun chất độc màu vàng rất xa.
Vortigaunt (Islave)
Một sinh vật hình dạng giống con người, hành tinh của họ bị Combine xâm lược nên chạy trốn đến Xen, có một mắt đỏ. Có thể phóng điện.
Barnacle
Là những cái lưỡi rất dài, dính vào trần nhà hoặc cầu. Khi có sinh vật bị dính vào lưỡi, nó sẽ kéo lên và "ăn". Nếu bị giết chết, nó sẽ nôn ra các khối xương, thịt của nạn nhân.
Alien Grunt
Có hình dáng của đười ươi, tay nhỏ ở giữa ngực. Đầu, tay, chân được bao bọc bằng hợp kim cứng. Tay có khả năng bắn ra những con bọ bay.
Manta Ray
Sinh vật biết bay có hình dáng giống với cá đuối, xuất hiện chủ yếu ở hành tinh Xen, phần bụng có thể phát ra điện xuống mặt đất.Còn có tên gọi khác là Alien Aircraft. Nó xuất hiện ngay ở đầu game và là thủ phạm khiến Goose 3 và Goose7 (chở Shephard) rơi.
Gargantua
Một con chuột chũi khổng lồ đôi tay cực mạnh, bắn hơi lửa.
Tentacle
Là con bạch tuộc khổng lồ, có 4 xúc tu nhọn hoắt, mỗi xúc tu có một con mắt nhưng bị mù chỉ nghe thấy âm thanh mà định vị, có thể đánh lạc hướng bằng tiếng động lớn.
Ichthyosaur
Là con cá khổng lồ có cái đầu phình to, răng nanh và móng vuốt rất lớn ở cuối cánh tay chứ không phải là vây.
Leech
Là con cá nhỏ, giống với lươn, sống ở dưới nước.
Snark
Là một con bọ rất nhỏ, bạn có thể lấy nó làm vũ khí.Khi ném con bọ này ra nó sẽ chạy đến cắn người gần nó nhất, thậm chí cả bạn cũng sẽ bị nó cắn.
Penguin
Là một con chim cánh cụt gắn quả Mk 2 Grenade sau lưng. Bạn cũng có thể lấy nó làm vũ khí. Khi ném nó ra thì nó sẽ tấn công vật sống, thậm chí cả bạn nữa. Khi bị bắn trúng, quả Mk 2 Grenade trên lưng nó sẽ phát nổ có lượng sát thương trung bình. Đứng gần sẽ nổ cao hơn.

### Quái vật từ Race X
Gene Worm
Là một con sâu khổng lồ, boss cuối của game. Điểm yếu của nó nằm ở 2 mắt, khi bắn mù 2 mắt nó sẽ lộ thêm điểm yếu dưới bụng, bắn vào đó sẽ nhanh kết liễu nó. Bị Shephard giết. Có khả năng phun chất độc và triệu hồi các sinh vật Race X khác.
Pit Drone
Hình dáng khá giống với hound eye, có 2 tay và có khả năng bắn "đinh" độc.
Pit Worm
Giống với Tentacle nhưng là một con sâu lớn, có 1 mắt với khả năng bắn ra tia laser. Tiếng kêu của nó rất to.
Shock Trooper 
Khả năng giống Vortigaunt, có thể bắn điện và bắn ra bom sinh học gây độc. Có 1 mắt ở giữa. Khi chết rơi ra Shock Roach.
Voltigores 
Hình dáng khá lớn, có thể phóng ra điện, khi chết xác sẽ tự phát nổ.
Shock Roach
Sinh vật ký sinh trên Shock Trooper (khá giống với hive hand) có thể bắt và sử dụng làm vũ khí (chỉ lần đầu gặp).

## Vũ khí
1. Combat Knife: Vũ khí cận chiến đơn giản. Dùng để phá thùng hay chống lại các kẻ thù yếu như Headcrab, Zombie. Tốc độ tấn công khá nhanh.
2. Pipe Wrench: Vũ khí cận chiến đầu tiên của Shephard. Có thể giữ để tăng sát thương, uy lực khá mạnh. Tốc độ tấn công chậm.
3. Beretta M9: Súng lục cơ bản. Khá chính xác và có tốc độ bắn trung bình, có thể bắn được dưới nước. Nó cũng thường được các nhân viên an ninh sử dụng nên đạn luôn được cung cấp rất nhiều trong game.
4. .357 Magnum (Desert Eagle): Có 2 chế độ, chế độ thông thường có tốc độ bắn nhanh nhưng độ chính xác thấp, chế độ 2 bật laser tăng độ chính xác nhưng giảm tốc độ bắn. Uy lực khá mạnh. Lượng đạn khá khan hiếm.
5. 9mm SMG (MP5): Đây là khẩu tiểu liên tự động với tốc độ bắn cao, đạn dồi dào nhưng sát thương yếu và độ chính xác kém. Đi kèm với nòng phóng lựu. Là vũ khí chính của lính HECU. Nó sử dụng chung đạn với Glock 17.

1. M16/M203: Súng trường tấn công có tốc độ bắn rất nhanh, nhiều đạn nhưng sát thương thấp, được gắn cùng với ống phóng lựu M203. Là vũ khí của lính HECU.

1. Spas 12 Shotgun: Khẩu súng với uy lực khủng khiếp ở tầm gần. Tốc độ bắn trung bình, có thể bắn 2 viên cùng lúc, với phát bắn đôi này có thể hạ được nhiều kẻ địch đứng gần nhau trong nháy mắt. Được mệnh danh là .357 Magnum tầm ngắn.
2. RPG: Khẩu súng chống tăng được sử dụng trong các trận đấu then chốt với máy bay, xe tăng, v.v. Uy lực cao, tầm sát thương lớn, đầu đạn khi đã bắn có thể điều khiển được bằng lazer, tuy nhiên số lượng có hạn: 5 phát.
3. Mk 2 Grenade: Là quả lựu đạn cầm tay, nó sẽ nổ sau 5 giây kể từ khi rút ngòi, độ nổ và sát thương ở mức trung bình, tối đa số lựu đạn bạn có thể nhặt là 10 quả.
4. Satchel Charge: Là quả bom hẹn giờ được cất trong ba lô, sức công phá và sát thương của nó lớn hơn với Mk 2 Grenade, và bạn có thể kích nổ nó từ xa bằng cách bấm chuột phải.
5. Tripmine: Vũ khí của HECU. Tên đầy đủ của nó là Hazardous Environment Combat Unit Laser Tripmine, là một của mìn có hình dáng giống với một chiếc máy ảnh. Khi đặt vào tường nó sẽ tự động bắn ra 1 tia laze màu xanh, bất cứ vật thể nào nếu chạm vào tia laze đó thì quả mìn sẽ tự động phát nổ. Sức công phá trung bình.
6. Shockroach: Là vũ khí bắn điện của Shockroach. Có thể tự hồi phục đạn tương tự Hivehand trong Half-Life.
7. Displacer Cannon (Project XV11382): Là một vũ khí dịch chuyển thử nghiệm. Lúc bắn thường sẽ bắn ra quả cầu năng lượng lớn sát thương trực tiếp lên kẻ địch. Trong singleplayer, chế độ đặc biệt giúp dịch chuyển Shephard tới Xen một cách dễ dàng. Sát thương của nó rất lớn
8. M40A1 Sniper Rifle: Khẩu súng trường bắn tỉa uy lực cực mạnh, với độ chính xác cao, đạn của nó cực kì hiếm.
9. Spore Launcher: Vũ khí sinh học được thuần hóa tách ra từ sinh vật ngoài hành tinh Race X, có thể bắn ra bom sinh học. Có 2 chế độ bắn.
10. Barnacle Grapple: Những nhà khoa học Black Mesa đã thử thuần hóa và gắn nó lên vật thể sống. Nó có thể giúp người chơi leo lên những nơi cao ráo.
11. Snark: Là một con bọ khi ném con bọ này ra nó sẽ chạy đến cắn người gần nó nhất. Nếu như không có mục tiêu nó sẽ quay lại tấn công người chơi. Thời gian tồn tại của snark là 20 giây. Sau khi chết nó sẽ phát nổ và văng ra acid.
12. M249 Squad Automatic Weapon: Đây là một khẩu súng mạnh được sử dụng bởi HECU. Tốc độ bắn cao, khi bắn liên tục nó sẽ khiến người chơi bị giật lùi. Thường dùng để giết Shock Trooper hoặc là Voltigore bởi sức mạnh và tính cơ động cao.

## Phát triển
Half-Life: Opposing Force  được công bố bởi nhà phát triển Gearbox Software vào ngày 15 năm 1999.Trên báo chí, nhà sáng lập Randy Pitchford nói rằng "mục tiêu số một của chúng tôi là bảo vệ sự toàn vẹn của Half-Life và cung cấp những trải nghiệm mới mở rộng hơn so với bản gốc", và cũng đã thông báo rằng những bản mở rộng sẽ cho phép các người là một trong các binh sĩ nổi bật trong các ban đầu trò chơi. tên  Opposing Force có 2 ý, đề cập rằng người chơi bây giờ là một trong những kẻ thù trong trò chơi ban đầu, và là một khái niệm được nhắc tới trong định luật 3 Newton. Trong một cuộc phỏng vấn sau đó, Pitchford nói rằng, ông ta tin rằng Valve Software tin rằng Gearbox có cơ hội để làm Half-Life đã được mở rộng từ một muốn "để tập trung vào các chức danh tương lai của họ". ngoài ra, Pitchford bình luận rằng Valve và Gearbox đã đồng ý không " sửa đổi" game engine được sử dụng bởi Half-Life và Opposing Force như "rủi ro phá vỡ tất công việc " 
mà cộng đồng modder của trò chơi đã được tạo ra. 
thông tin đáng kể về hướng phát triển Opposing Force, cũng như các địa điểm mới, nhân vật và câu chuyện đã được tiết lộ vào năm 1999 tại hội nghị. trang web chính thức cho Opposing Force , được tổ chức bởi nhà xuất bản Sierra Studios đã đưa trực tuyến trong tháng 7 năm 1999.
Trong quá trình phát triển của trò chơi, Gearbox được những người ngoài hỗ trợ trong việc thiết kế của trò chơi. Trong tháng 6 năm 1999, Gearbox thông báo rằng sự thành công cấp thiết kế Richard Gray sẽ trợ giúp trong việc phát triển nhiều khía cạnh của trò chơi. Một số các nhà thiết kế khác sau đó tham gia dự án trong tháng 9 năm 1999, với kinh nghiệm từ sự phát triển Daikatana, Quake II, Doom and Shadow Warrior. Trong hai tháng tiếp theo, một loạt các hình ảnh đã được tiết lộ. Trò chơi đã được phát hành vào ngày 19 tháng 10 năm 1999. Gearbox phát hành chế độ Multiplayer vào tháng năm 2000, thêm một chế độ mới Capture the flag, cùng với các mặt hàng mới để đi cùng với chế độ mới. Opposing Force sau đó đã được phát hành trên Steam của Valve Software.Opposing Force cũng đã được xuất bản là một phần của Sierra là Half-Life: Generation, trong năm 2002, và là một phần của Valve Software, Electronic Arts Half Life 1: Anthology  vào ngày 26 năm 2005.

## Ý kiến phê bình, thành quả
Opposing Force được đón nhận bởi các nhà phê bình mô tả nó như những chuẩn mực mới. Tuy nhiên, Các nhà phê bình nghĩ rằng trò chơi vẫn còn nhiều khía cạnh tiêu cực khác của bản mở rộng.
Computer and Video Games nhận xét Kim Randell rằng "Gearbox rõ ràng đã đi bỏ nhiều công sức để cung cấp một trải nghiệm tương tự với bản gốc". Họ cũng đã khen ngợi phần chơi multiplayer; Randell kết thúc xem xét bằng kết luận rằng Opposing Force là "một thành tựu tuyệt vời". Erik Wolpaw, viết với GameSpot, lưu ý rằng hầu hết các gói mở rộng là bình thường ", điểm thích hợp mà Gearbox Software đã làm với Opposing Force, việc mở rộng chính thức cho các thể loại việc xác định lại Half-Life, lần lượt đặt ra một tiêu chuẩn mới về chất lượng cho tương lai của hành động trò chơi gói nhiệm vụ ". Wolpaw ca ngợi thiết kế của phần chơi đơn, cho ý kiến rằng: "Bạn có thể cảm nhận được sự nhiệt tình của các nhà thiết kế như là một cảnh đáng nhớ mở ra sau khi khác, và nó buộc bạn tiếp tục chơi". Mặc dù các nhà phê bình chỉ trích một số yếu tố của trí thông minh nhân tạo của trò chơi và mô tả một số các mô hình mới như "chỉ đơn thuần là như cửa sổ thay đồ", việc xem xét kết luận rằng Opposing Force là một "ứng dụng say mê của sáng tạo thiết kế".
Các đánh giá khác lặp lại nhiều trong những khía cạnh tích cực của trò chơi. GamePro nói rằng "Gearbox đã làm một trong những công việc nặng nhọc nhất  không chỉ là một add-on cho Half-Life, nhưng một sự tiếp nối của một kiệt tác", ca ngợi cả hai yếu tố thiết kế màn chơi và câu chuyện, nhưng lưu ý rằng đó là một chút ngắn. Tuy nhiên, một số nhà phê bình bất đồng trên ý tưởng rằng Opposing Force đã ảnh hưởng lớn như nhận xét khác làm ra.
PC Zone nói rằng "những hương vị còn lại trong miệng là một trong những vị cay đắng", lưu ý rằng "Opposing Force là một vài ý tưởng tuyệt vời kết hợp với nhau bằng cách đi bộ đệm Half-Life", nhưng kết luận rằng "nó vẫn là một ngày cuối tuần tốt của ngành giải trí ". Eurogamer nói rằng Opposing Force vẫn có những vấn đề tương tự với bản mở rộng khác, nói rằng "số tiền χ nội dung mới đã được tạo ra và nó sẽ được cắt thành các nội dung cũ theo một cách tuyến tính để làm cho nó trông giống như một tất cả trò chơi mới", nhưng lưu ý rằng "may mắn mặc dù các công cụ mới trong Opposing Force... là quá tuyệt vời". Mặc dù ca ngợi mức độ thiết kế là điểm mạnh nhất của trò chơi, người xem cảm thấy rằng "vào cuối của trò chơi... họ đã ra khỏi thời gian phát triển". Xem xét cho IGN, Vincent Lopez nói rằng trò chơi "thực hiện một công việc tuyệt vời làm cho bạn nhớ chính xác lý do tại sao bạn thích bản gốc rất nhiều", nhưng chỉ trích này là nhược điểm lớn nhất, cho ý kiến rằng: "Bạn có thể thấy mình có nhu cầu cho một trải nghiệm ban đầu hơn ", nhưng kết luận rằng" cho tốt, và xấu: đó là tốt để được trở lại ".Trò chơi đã giành được nhiều giải thưởng, cũng như các trò chơi máy tính của giải thưởng Interactive Achievement Award năm 2000 từ Academy of Interactive Arts & Sciences